# Zona Velha do Funchal
A Zona Velha do Funchal ou Núcleo Histórico de Santa Maria é uma zona onde podemos fazer uma viagem ao início da colonização do Funchal. Tendo sido uma das primeiras áreas a ser povoada, logo assumiu um papel preponderante no desenvolvimento desta cidade.
A riqueza patrimonial desta zona é enorme. As suas ruelas, calçadas, igrejas e fachadas, e ainda pormenores arquitectónicos leva-nos para épocas históricas muito importantes.

## Imóveis da rua Dom Carlos nºs 33, 34 e 35
Estes imóveis eram um conjunto de edifícios de certa qualidade talvez, de um comerciante abastado funchalense. Tem uma pequena torre virada para a rua de D. Carlos, de 3 pisos, e 2 pisos virados para a Rua dos Barreiros. Têm portas e janelas com molduras de cantaria vermelha e cinzenta, devendo ser da transição entre os séculos XVII e XVIII.
O piso superior da torre apresenta pilares de arranque nas cumieiras do que poderia ser um terraço ou mais um piso.
Estes imóveis são compostos por 3 edifícios, actualmente com acessos separados, mas, os arcos de cantaria interiores do rés do chão indicam ligações antigas a outros edifícios. O andar superior é possivelmente uma ampliação do século XVII ou XVIII e possui 3 quartos destinados a ser habitados.

## Forte de Santiago
O Fortaleza de São Tiago do Funchal foi construído na sequência do muro da cidade em frente ao bairro de Santa Maria do Calhau. Pensa-se que os muros passaram pela capela do Corpo Santo e terá chegado aos arrifes abaixo da igreja de Santiago, padroeiro do Funchal, em 1614, data do início da fortaleza.
Jerónimo Jorge, fortificador e mestre das obras reais da Madeira, foi o responsável pela construção desta fortaleza. Neste edifício terminava a ‘cortina’ da cidade (muralha construída para segurança da cidade), onde tinha uma porta que dava acesso há fortaleza de Santiago.
A fortaleza foi ampliada nos meados do século XVIII, sob a supervisão do engenheiro Francisco Tossi Columbina, enviado para o Funchal para construir o porto.
Esta fortaleza teve algumas modificações nos inícios do século XIX e em 1901 foi festivamente engalanada para receber a visita do rei dom Carlos, o primeiro e último rei de Portugal a visitar a ilha. A fortaleza manteve-se aquartelamento militar até 1992, altura em que foi cedido ao Governo Regional da Madeira para instalações de caráter cultural e para construir o Museu Militar da Madeira.

## Mercado dos Lavradores
O Mercado dos Lavradores é um edifício que tem a planta trapezoidal disposta sobre quarteirão, com pátio central aberto, volumes articulados verticalmente. Tem uma torre quadrada, de escadaria de 3 pisos e vãos corridos encimados com escudo da cidade em basalto trabalhado. No centro, num corpo mais baixo, a entrada principal em vão proeminente ladeada de pilares sumptuosos, segue-se um espaço semicircular e mais alto com painéis de azulejos figurando entre pilares demarcados no primeiro piso e vãos rectangulares regrados de caixilharia de ferro pintado a castanho ou vermelho no segundo.
No interior, tem um pátio central pavimentado a calçada portuguesa de desenho geométrico e com pérgola ao meio. As alas que dão para o pátio, de 2 pisos, tem uma colunata, sendo o 2º percorrido por varandim. No piso térreo temos numerosas lojas, espaçosas, de largas frentes envidraçadas que circundam o pátio.  

## Igreja do Socorro ou de Santa Maria Maior
A igreja do Socorro é uma igreja com uma planta longitudinal, composta por uma nave única, mais baixa e estreita, com uma torre sineira quadrada adossada a Oeste, à qual esta a sacristia. A fachada principal está virada para Sul, de friso e cornija moldurada, encimada por cruz e urnas laterais, tem pilastra nos cunhais assentes em estilóbatos de barriga em cantaria e é percorrida por embasamento de cantaria e entablamento moldurado a meio.
No interior, há um coro-alto sobre colunas de madeira pintada, com balaustrada de madeira, uma nave com soalho de madeira, alizar de cantaria do Porto Santo, coberta com tecto de madeira pintada com alegorias arquitectónicas em trompe l’oeil , sobre cornija de cantaria e com panejamentos inferiores pintados com borlas pendentes.
O altar-mor foi totalmente reformulado nos inícios do século XIX, altura da abertura de profundo camarim e da execução da tela mariana.
A construção tem características da transição do Barroco para o Rococó, com motivos decorativos inspirados em conchas.

## Capela da Nossa Senhora da Oliveira
Esta capela tem um enquadramento urbano, mas, já não existindo a casa solarenga com que se articulava. É um exemplo de arquitectura religiosa maneirista, com planta longitudinal simples, fachadas rebocadas e ombreiras e cunhais de cantaria.
O interior possui pavimento com grandes lajes de cantaria e cobertura de madeira com travejamento à vista, pia de água benta, simples, em cantaria cinzenta e tem um retábulo em talha dourada exposto em moldura de cantaria.

## Passo Processional ou da Paixão
A devoção da Procissão dos Passos da paixão é muito antiga. Mas começou a cair em desuso e em meados do século XIX, voltou-se a fazer a Procissão dos passos durante a Quaresma que, saía da igreja do Colégio, percorrendo a cidade e parando em cada passo. Havia 5 passos, mas, actualmente, só restam 2 passos, o da Rua de Santa Maria e o do Largo do Pelourinho.
O passo processional da Rua de Santa Maria ostenta a data de 1733 na base do cruzeiro e sob um nicho que teria tido uma imagem alusiva ao mesmo.

## Referencias Bibliográficas
1. ↑  Aragão, António (1991). Para a História do Funchal. Funchal: [s.n.]
2. ↑  Menezes, Carlos Azevedo dde (1965). Elucidário Madeirense. Funchal: [s.n.]